# 小島英揮
小島 英揮（おじま ひでき、1969年2月3日 - ）は、日本の実業家。

## 経歴
高知県出身。明治大学卒業。
PFU、アドビシステムズを経て、2009年から2016年までAWS (Amazon Web Services) のマーケティング本部長として従事。また、この間、日本最大規模のクラウドコミュニティ「JAWS-UG」を発足させ、多くのエンジニアがそこへの参加を通じて次世代のITを創出することとなり、IT業界全体に大きな貢献を果たした。2016年、コミュニティマーケティングを考える「CMC_Meetup」の発起人。
現在はStill Day Oneの合同会社代表社員を務める他、ABEJAマーケティングディレクター、Stripe Japanテクノロジー・エバンジェリスト、ヌーラボ執行取締役、MOONGIFTコミュニティアドバイザー等々、国内外のスタートアップで、マーケッターやエバンジェリストとしてディレクターを務め、パラレルキャリアを実践している。